# Казахстан на Зимским олимпијским играма 2018.
Казахстан је учествовао на Зимским олимпијским играма 2018. које се одржавају у Пјонгчанг у Јужној Кореји од 9. до 25. фебруара 2018. године. Олимпијски комитет Казахстана послао је 46 квалификованих спортиста у девет спортова. 
Јулија Галишева је освојила прву медаљу за Казахстан у слободном скијању на ЗОИ.

## Освајачи медаља

### Бронза
- Јулија Галишева — Слободно скијање, могули

## Учесници по спортовима
| Спорт                              | Мушкарци | Жене | Укупно |
| ---------------------------------- | -------- | ---- | ------ |
| Алпско скијање                     | 1        | 1    | 2      |
| Биатлон                            | 5        | 5    | 10     |
| Брзо клизање                       | 5        | 1    | 6      |
| Брзо клизање на кратким стазама на | 5        | 2    | 7      |
| Санкање                            | 1        | 0    | 1      |
| Скијашки скокови                   | 1        | 0    | 1      |
| Скијашко трчање                    | 4        | 3    | 7      |
| Слободно скијање                   | 3        | 6    | 9      |
| Уметничко клизање                  | 1        | 2    | 3      |
| 9 спортова                         | 26       | 20   | 46     |